# Uniwersytety w Ugandzie
W Ugandzie co roku szkoły kwalifikujące do podjęcia nauki w szkołach wyższych kończy od 9000 do 12 000 studentów z czego zaledwie 25% dostaje się na uniwersytet. Na Uniwersytet Makerere w Kampali (MUK) uczęszcza około 95% liczby wszystkich studentów z Ugandy. 
Uniwersytety w Ugandzie podzielone są na trzy rodzaje: 

## Uniwersytety rządowe
- Uniwersytet Makerere (MAK)
- Mbarara University of Science and Technology (MUST)
- Uniwersytet Kyambogo (KU)
- Uniwersytet w Gulu (GU)
- Uniwersytet Busitema (BUSIU)

## Uniwersytety wyznaniowe
- Bugema University
- Busoga University
- Islamic University in Uganda (IUIU)
- Chrześcijański Uniwersytet Ndejje (NCU)
- Uganda Christian University (UCU)
- Ugandyjski Uniwersytet Martyrs (UMU)

## Uniwersytety prywatne
- Międzynarodowy Uniwersytet w Kampali (KIU)
- Królewski Uniwersytet Muteesy I (M1RU)
- Uniwersytet Nkumba (NU)